# M115 203mm榴弾砲

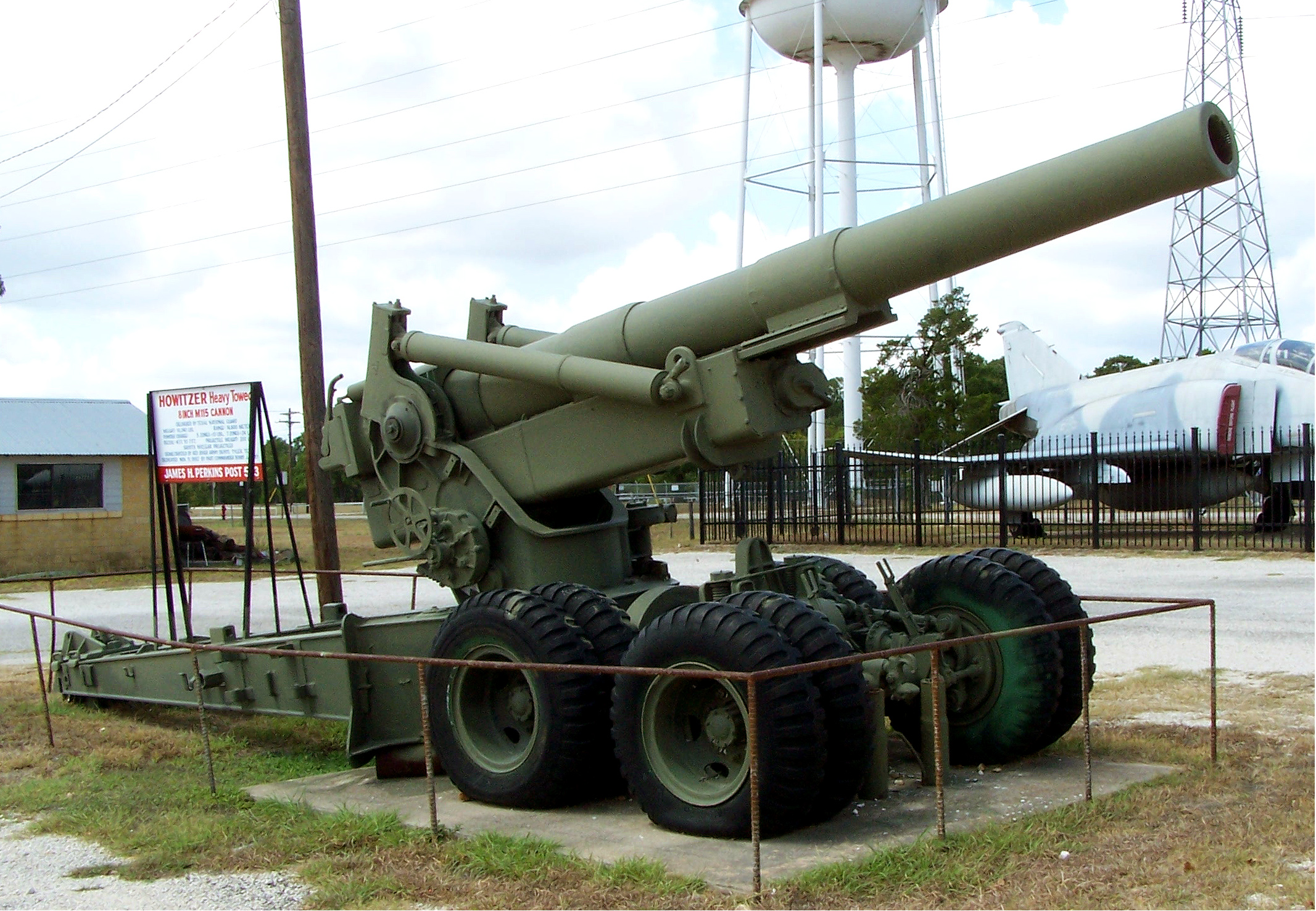
M115 203mm榴弾砲

M115 203mm榴弾砲（M115 203ミリりゅうだんほう）は、アメリカ合衆国が1939年に開発した榴弾砲。

## 概要
開発当初のM1 203mm榴弾砲、生産技術の向上に伴うM2 203mm榴弾砲、第二次世界大戦後に型式変更されたM115 203mm榴弾砲があるが、基本的には同一である。
車輪数は4輪で牽引式である。この砲を自走化したものが、M110 203mm自走榴弾砲である。
アメリカ陸軍を始め9ヶ国で運用された。

## 陸上自衛隊での運用
草創期の陸上自衛隊に68門が供与された。
米軍供与品の203mm榴弾砲M2として野戦特科部隊が運用していた。陸上自衛隊では平成6年度までにすべて退役済みであるが、一部駐屯地（北千歳駐屯地、土浦駐屯地、湯布院駐屯地など）では退役装備が展示されている。
装備部隊
- 特科教導隊
  - 第5射撃中隊

## 諸元・性能
諸元
- 種別: 榴弾砲
- 口径: 203mm（8インチ）
- 砲身長: 5,100mm（25口径）
- 重量: 14,400kg
- 全長: 10,800mm
- 砲員数: 20名

性能
- 最大射程: 16,700m（榴弾）
- 発射速度: 20発/時（持続）, 10発/分（最大）

砲弾・装薬
- 弾薬: 分離弾薬筒

## 登場作品

### 映画
『宇宙大怪獣ドゴラ』
陸上自衛隊のものが登場。北九州市上空に出現したドゴラに対する対空射撃に多数使用されるが、特に効果は見られなかった。
登場するのはミニチュアのみ。
『地球防衛軍』
陸上防衛隊のりゅう弾砲として登場。ミステリアンドームを攻撃するため、18tけん引車M4に牽引されて富士山麓まで輸送される。
撮影には、陸上自衛隊の協力で実物が使用されている。ただし、発砲シーンは無し。

### テレビドラマ
『大鉄人17』
第12話に国際平和部隊の榴弾砲として登場。1門が、ブレイン党の基地があるとされる山岳地帯への総攻撃に投入され、砲撃を行う。
作中には、実物の射撃シーンが映されている。